# Erling Nøkleby
Erling Marinius Nøkleby (* 1. April 1910 in Oslo; † 12. Januar 1987) war ein norwegischer Skispringer.

## Werdegang
Nøkleby, die für den Sandaker SFK startete, erreichte bei der Nordischen Skiweltmeisterschaft 1930 in Oslo nach Sprüngen auf 46 und 48,5 Meter den vierten Rang im Einzelspringen. Er lag damit nur 0,1 Punkte vor Erik Rylander und Olav Ulland auf dem fünften Rang.
Bei den Norwegischen Meisterschaften 1931 in Drammen gewann Nøkleby im Einzel von der Normalschanze die Bronzemedaille.